# Fußball-Club St. Pauli von 1910 2011-2012
Questa voce raccoglie le informazioni riguardanti il Fußball-Club St. Pauli von 1910 nelle competizioni ufficiali della stagione 2011-2012.

## Stagione
Nella stagione 2011-2012 il St. Pauli, allenato da André Schubert, concluse il campionato di 2. Bundesliga al 4º posto. In Coppa di Germania il St. Pauli fu eliminato al primo turno dall' Eintracht Treviri.

## Rosa
| N. |                     | Ruolo | Calciatore        |
| -- | ------------------- | ----- | ----------------- |
| 1  | Germania (bandiera) | P     | Benedikt Pliquett |
| 2  | Germania (bandiera) | D     | Moritz Volz       |
| 3  | Germania (bandiera) | D     | Lasse Sobiech     |
| 4  | Germania (bandiera) | D     | Fabio Morena      |
| 5  | Perù (bandiera)     | D     | Carlos Zambrano   |
| 6  | Germania (bandiera) | C     | Patrick Funk      |
| 8  | Germania (bandiera) | C     | Florian Bruns     |
| 9  | Germania (bandiera) | A     | Marius Ebbers     |
| 10 | Ghana (bandiera)    | C     | Charles Takyi     |
| 13 | Germania (bandiera) | P     | Philipp Tschauner |
| 14 | Croazia (bandiera)  | A     | Petar Slišković   |
| 16 | Germania (bandiera) | D     | Markus Thorandt   |
| 17 | Germania (bandiera) | C     | Fabian Boll       |
| 18 | Germania (bandiera) | C     | Max Kruse         |

| N. |                     | Ruolo | Calciatore          |
| -- | ------------------- | ----- | ------------------- |
| 19 | Turchia (bandiera)  | A     | Mahir Sağlık        |
| 20 | Germania (bandiera) | D     | Sebastian Schachten |
| 22 | Germania (bandiera) | C     | Fin Bartels         |
| 23 | Germania (bandiera) | A     | Deniz Naki          |
| 24 | Germania (bandiera) | D     | Carsten Rothenbach  |
| 25 | Croazia (bandiera)  | C     | Petar Filipović     |
| 25 | Germania (bandiera) | C     | Kevin Schindler     |
| 26 | Germania (bandiera) | P     | Philipp Heerwagen   |
| 27 | Germania (bandiera) | D     | Jan-Philipp Kalla   |
| 30 | Germania (bandiera) | C     | Dennis Daube        |
| 31 | Germania (bandiera) | A     | Deniz Herber        |
| 33 | Germania (bandiera) | P     | Ole Springer        |
| 34 | Germania (bandiera) | P     | Arvid Schenk        |

## Organigramma societario
Area tecnica
- Allenatore: André Schubert
- Allenatore in seconda: Jan-Moritz Lichte, Thomas Meggle
- Preparatore dei portieri: Mathias Hain
- Preparatori atletici: Maik Liesbrock, Ronald Wollmann

## Calciomercato

### Sessione estiva
| Acquisti | Acquisti            | Acquisti            | Acquisti |
| R.       | Nome                | da                  | Modalità |
| -------- | ------------------- | ------------------- | -------- |
| A        | Petar Slišković     | Magonza             |          |
| C        | Kevin Schindler     | Werder Brema        |          |
| D        | Davidson Eden       | Esbjerg             |          |
| C        | Patrick Funk        | Stoccarda           |          |
| A        | Deniz Herber        | St. Pauli U19       |          |
| A        | Mahir Sağlık        | Bochum              |          |
| D        | Sebastian Schachten | Borussia M'gladbach |          |
| D        | Lasse Sobiech       | Borussia Dortmund   |          |
| P        | Ole Springer        | St. Pauli II        |          |
| P        | Philipp Tschauner   | Monaco 1860         |          |

| Cessioni | Cessioni            | Cessioni              | Cessioni |
| R.       | Nome                | a                     | Modalità |
| -------- | ------------------- | --------------------- | -------- |
| D        | Davidson Eden       | Esbjerg               |          |
| D        | Marcel Eger         | Brentford             |          |
| C        | Mathias Hinzmann    | Victoria Amburgo      |          |
| P        | Thomas Kessler      | Eintracht Francoforte |          |
| D        | Florian Lechner     | Karlsruhe             |          |
| C        | Matthias Lehmann    | Eintracht Francoforte |          |
| D        | Bastian Oczipka     | Bayer Leverkusen      |          |
| C        | Timo Schultz        | St. Pauli II          |          |
| A        | Richard Sukuta-Pasu | Kaiserslautern        |          |

### Sessione invernale
| Acquisti | Acquisti          | Acquisti | Acquisti |
| R.       | Nome              | da       | Modalità |
| -------- | ----------------- | -------- | -------- |
| P        | Philipp Heerwagen | Bochum   |          |

| Cessioni | Cessioni        | Cessioni      | Cessioni |
| R.       | Nome            | a             | Modalità |
| -------- | --------------- | ------------- | -------- |
| D        | Ralph Gunesch   | Ingolstadt 04 |          |
| A        | Rouwen Hennings | Osnabrück     |          |

## Risultati

### 2. Bundesliga

#### Girone di andata
| Arbitro: | Weiner |

|               |           |  |
| Boll 51’, 69’ | Marcatori |  |

| Arbitro: | Kinhöfer |

|           |           |             |
| Meier 78’ | Marcatori | 38’ Bartels |

| Arbitro: | Steuer |

|                                 |           |                |
| Kruse 17’, 90’ Bruns 45’ (rig.) | Marcatori | 7’ Feisthammel |

| Arbitro: | Wingenbach |

|              |           |                       |
| Dabrowski 7’ | Marcatori | 32’ Bartels 84’ Kruse |

| Arbitro: | Dingert |

|                           |           |           |
| Schindler 33’ Bartels 90’ | Marcatori | 38’ Bajić |

| Arbitro: | Perl |

|             |           |  |
| Kruppke 65’ | Marcatori |  |

| Arbitro: | Rafati |

|                                         |           |                                       |
| Ebbers 55’ Schachten 56’ Kruse 64’, 74’ | Marcatori | 43’ (rig.) Lauth 47’ (aut.) Schindler |

| Arbitro: | Weiner |

|  |           |                      |
|  | Marcatori | 17’ Bruns 46’ Ebbers |

| Arbitro: | Leicher |

|                       |           |                                  |
| Ebbers 20’ Sağlık 90’ | Marcatori | 60’ König 69’ Kempe 84’ Könnecke |

| Arbitro: | Dingert |

|            |           |                                         |
| Ludwig 81’ | Marcatori | 17’ Schachten 43’ Kruse 76’, 86’ Ebbers |

| Arbitro: | Perl |

|           |           |                               |
| Kruse 15’ | Marcatori | 45’, 57’ Lambertz 75’ Beister |

| Arbitro: | Osmers |

|                   |           |          |
| Kruse 3’ Naki 30’ | Marcatori | 75’ Gaus |

| Arbitro: | Stieler |

|  |           |                       |
|  | Marcatori | 63’ Naki 78’ Thorandt |

| Arbitro: | Kinhöfer |

|                      |           |                      |
| Daube 54’ Sağlık 76’ | Marcatori | 44’ Nöthe 90’ Occéan |

| Arbitro: | Winkmann |

|            |           |                           |
| Mintál 50’ | Marcatori | 40’ Kruse 80’, 90’ Sağlık |

| Arbitro: | Stark |

|                              |           |           |
| Boll 71’ Naki 73’ Ebbers 85’ | Marcatori | 66’ Dedič |

| Arbitro: | Kircher |

|                |           |          |
| Proschwitz 45’ | Marcatori | 90’ Boll |

#### Girone di ritorno
| Arbitro: | Siebert |

|             |           |  |
| Akaïchi 89’ | Marcatori |  |

| Arbitro: | Zwayer |

|                      |           |  |
| Morena 32’ Kruse 67’ | Marcatori |  |

| Arbitro: | Willenborg |

|                           |           |          |
| Auer 13’ (rig.) Demai 15’ | Marcatori | 39’ Boll |

| Arbitro: | Dankert |

|                    |           |              |
| Schachten 26’, 80’ | Marcatori | 18’ Azaouagh |

| Arbitro: | Hartmann |

|  |           |          |
|  | Marcatori | 21’ Boll |

| Amburgo 26 febbraio 2012, ore 13:30 CET 23ª giornata | St. Pauli | 0 – 0 referto | Eintracht Braunschweig | Millerntor-Stadion (24 487 spett.)\| Arbitro: \| Stieler \| |
| Arbitro:                                             | Stieler   |               |                        |                                                             |

| Arbitro: | Meyer |

|             |           |                  |
| Volland 88’ | Marcatori | 33’ (rig.) Bruns |

| Arbitro: | Christ |

|          |           |  |
| Volz 40’ | Marcatori |  |

| Arbitro: | Wingenbach |

|                    |           |           |
| König 55’ Kern 90’ | Marcatori | 21’ Bruns |

| Amburgo 25 marzo 2012, ore 13:30 CET 27ª giornata | St. Pauli | 0 – 0 referto | Energie Cottbus | Millerntor-Stadion (23 535 spett.)\| Arbitro: \| Siebert \| |
| Arbitro:                                          | Siebert   |               |                 |                                                             |

| Düsseldorf 2 aprile 2012, ore 20:15 CEST 28ª giornata | Fortuna Düsseldorf | 0 – 0 referto | St. Pauli | Merkur Spiel-Arena (47 484 spett.)\| Arbitro: \| Stark \| |
| Arbitro:                                              | Stark              |               |           |                                                           |

| Arbitro: | Unger |

|                                  |           |                                         |
| Gaus 6’ Görlitz 17’ Micanski 20’ | Marcatori | 23’ Ebbers 41’ (rig.) Kruse 46’ Bartels |

| Arbitro: | Welz |

|                       |           |          |
| Kruse 59’ Bartels 90’ | Marcatori | 32’ Karl |

| Arbitro: | Stieler |

|                         |           |            |
| Şmïdtgal 6’ Asamoah 65’ | Marcatori | 90’ Sağlık |

| Arbitro: | Schmidt |

|                             |           |  |
| Ebbers 12’, 49’ Bartels 79’ | Marcatori |  |

| Arbitro: | Dankert |

|          |           |  |
| Koch 54’ | Marcatori |  |

| Arbitro: | Zwayer |

|                                                   |           |  |
| Sobiech 30’ Kruse 36’ Bruns 60’ Volz 65’ Naki 90’ | Marcatori |  |

### Coppa di Germania
| Arbitro: | Steinhaus-Webb |

|                          |           |            |
| Kulabas 16’ Hauswald 89’ | Marcatori | 88’ Sağlık |

## Statistiche

### Statistiche di squadra
| Competizione      | Punti | In casa | In casa | In casa | In casa | In casa | In casa | In trasferta | In trasferta | In trasferta | In trasferta | In trasferta | In trasferta | Totale | Totale | Totale | Totale | Totale | Totale | DR  |
| Competizione      | Punti | G       | V       | N       | P       | Gf      | Gs      | G            | V            | N            | P            | Gf           | Gs           | G      | V      | N      | P      | Gf     | Gs     | DR  |
| ----------------- | ----- | ------- | ------- | ------- | ------- | ------- | ------- | ------------ | ------------ | ------------ | ------------ | ------------ | ------------ | ------ | ------ | ------ | ------ | ------ | ------ | --- |
| 2. Bundesliga     | 62    | 17      | 12      | 3       | 2       | 36      | 16      | 17           | 6            | 5            | 6            | 23           | 18           | 34     | 18     | 8      | 8      | 59     | 34     | +25 |
| Coppa di Germania | -     | 0       | 0       | 0       | 0       | 0       | 0       | 1            | 0            | 0            | 1            | 1            | 2            | 1      | 0      | 0      | 1      | 1      | 2      | -1  |
| Totale            | 62    | 17      | 12      | 3       | 2       | 36      | 16      | 18           | 6            | 5            | 7            | 24           | 20           | 35     | 18     | 8      | 9      | 60     | 36     | +24 |

### Andamento in campionato
| Giornata  | 1 | 2 | 3 | 4 | 5 | 6 | 7 | 8 | 9 | 10 | 11 | 12 | 13 | 14 | 15 | 16 | 17 | 18 | 19 | 20 | 21 | 22 | 23 | 24 | 25 | 26 | 27 | 28 | 29 | 30 | 31 | 32 | 33 | 34 |
| --------- | - | - | - | - | - | - | - | - | - | -- | -- | -- | -- | -- | -- | -- | -- | -- | -- | -- | -- | -- | -- | -- | -- | -- | -- | -- | -- | -- | -- | -- | -- | -- |
| Luogo     | C | T | C | T | C | T | C | T | C | T  | C  | C  | T  | C  | T  | C  | T  | T  | C  | T  | C  | T  | C  | T  | C  | T  | C  | T  | T  | C  | T  | C  | T  | C  |
| Risultato | V | N | V | V | V | P | V | V | P | V  | P  | V  | V  | N  | V  | V  | N  | P  | V  | P  | V  | V  | N  | N  | V  | P  | N  | N  | N  | V  | P  | V  | P  | V  |
| Posizione | 2 | 3 | 3 | 1 | 1 | 2 | 2 | 2 | 4 | 4  | 4  | 4  | 4  | 4  | 4  | 3  | 4  | 4  | 4  | 5  | 4  | 2  | 3  | 5  | 4  | 4  | 4  | 4  | 4  | 4  | 5  | 4  | 5  | 4  |

Legenda:

Luogo: C = Casa; T = Trasferta. Risultato: V = Vittoria; N = Pareggio; P = Sconfitta.

### Statistiche dei giocatori
| Giocatore     | 2. Bundesliga | 2. Bundesliga | 2. Bundesliga | 2. Bundesliga | Coppa di Germania | Coppa di Germania | Coppa di Germania | Coppa di Germania | Totale   | Totale | Totale      | Totale     |
| Giocatore     | Presenze      | Reti          | Ammonizioni   | Espulsioni    | Presenze          | Reti              | Ammonizioni       | Espulsioni        | Presenze | Reti   | Ammonizioni | Espulsioni |
| ------------- | ------------- | ------------- | ------------- | ------------- | ----------------- | ----------------- | ----------------- | ----------------- | -------- | ------ | ----------- | ---------- |
| F. Bartels    | 32            | 6             | 7             | 0             | 1                 | 0                 | 0                 | 0                 | 33       | 6      | 7           | 0          |
| F. Boll       | 30            | 6             | 6             | 0             | 1                 | 0                 | 0                 | 0                 | 31       | 6      | 6           | 0          |
| F. Bruns      | 32            | 5             | 3             | 0             | 1                 | 0                 | 0                 | 0                 | 33       | 5      | 3           | 0          |
| D. Daube      | 27            | 1             | 0             | 0             | 1                 | 0                 | 0                 | 0                 | 28       | 1      | 0           | 0          |
| M. Ebbers     | 21            | 9             | 0             | 0             | 1                 | 0                 | 0                 | 0                 | 22       | 9      | 0           | 0          |
| D. Eden       | 0             | 0             | 0             | 0             | 0                 | 0                 | 0                 | 0                 | 0        | 0      | 0           | 0          |
| P. Filipović  | 0             | 0             | 0             | 0             | 0                 | 0                 | 0                 | 0                 | 0        | 0      | 0           | 0          |
| P. Funk       | 25            | 0             | 3             | 0             | 0                 | 0                 | 0                 | 0                 | 25       | 0      | 3           | 0          |
| R. Gunesch    | 12            | 0             | 0             | 0             | 0                 | 0                 | 0                 | 0                 | 12       | 0      | 0           | 0          |
| P. Heerwagen  | 0             | 0             | 0             | 0             | 0                 | 0                 | 0                 | 0                 | 0        | 0      | 0           | 0          |
| R. Hennings   | 7             | 0             | 1             | 0             | 1                 | 0                 | 0                 | 0                 | 8        | 0      | 1           | 0          |
| D. Herber     | 0             | 0             | 0             | 0             | 0                 | 0                 | 0                 | 0                 | 0        | 0      | 0           | 0          |
| J. Kalla      | 12            | 0             | 2             | 0             | 1                 | 0                 | 1                 | 0                 | 13       | 0      | 3           | 0          |
| M. Kruse      | 34            | 13            | 4             | 0             | 1                 | 0                 | 1                 | 0                 | 35       | 13     | 5           | 0          |
| F. Morena     | 17            | 1             | 1             | 0             | 0                 | 0                 | 0                 | 0                 | 17       | 1      | 1           | 0          |
| D. Naki       | 21            | 4             | 1             | 0             | 0                 | 0                 | 0                 | 0                 | 21       | 4      | 1           | 0          |
| B. Pliquett   | 10            | 0             | 0             | 0             | 1                 | 0                 | 0                 | 0                 | 11       | 0      | 0           | 0          |
| C. Rothenbach | 17            | 0             | 1             | 0             | 1                 | 0                 | 0                 | 0                 | 18       | 0      | 1           | 0          |
| M. Sağlık     | 23            | 5             | 3             | 0             | 1                 | 1                 | 0                 | 0                 | 24       | 6      | 3           | 0          |
| S. Schachten  | 25            | 4             | 8             | 1             | 1                 | 0                 | 0                 | 0                 | 26       | 4      | 8           | 1          |
| A. Schenk     | 0             | 0             | 0             | 0             | 0                 | 0                 | 0                 | 0                 | 0        | 0      | 0           | 0          |
| K. Schindler  | 21            | 1             | 2             | 0             | 0                 | 0                 | 0                 | 0                 | 21       | 1      | 2           | 0          |
| P. Slišković  | 9             | 0             | 0             | 0             | 0                 | 0                 | 0                 | 0                 | 9        | 0      | 0           | 0          |
| L. Sobiech    | 13            | 1             | 0             | 0             | 1                 | 0                 | 0                 | 0                 | 14       | 1      | 0           | 0          |
| O. Springer   | 0             | 0             | 0             | 0             | 0                 | 0                 | 0                 | 0                 | 0        | 0      | 0           | 0          |
| C. Takyi      | 6             | 0             | 1             | 0             | 0                 | 0                 | 0                 | 0                 | 6        | 0      | 1           | 0          |
| M. Thorandt   | 33            | 1             | 4             | 1             | 1                 | 0                 | 0                 | 0                 | 34       | 1      | 4           | 1          |
| P. Tschauner  | 24            | 0             | 1             | 0             | 0                 | 0                 | 0                 | 0                 | 24       | 0      | 1           | 0          |
| M. Volz       | 14            | 2             | 2             | 0             | 0                 | 0                 | 0                 | 0                 | 14       | 2      | 2           | 0          |
| C. Zambrano   | 10            | 0             | 3             | 1             | 0                 | 0                 | 0                 | 0                 | 10       | 0      | 3           | 1          |